# Lecithocera erecta
Lecithocera erecta is een vlinder uit de familie van de Lecithoceridae. De wetenschappelijke naam van de soort is voor het eerst geldig gepubliceerd in 1935 door Meyrick.